# 풍경 (2013년 영화)
"풍경"(Scenery)은 한국에서 제작된 장률(张律,Zhang Lu) 감독의 2013년 다큐멘터리 영화이다. 아우구스티노 등이 주연으로 출연하였다.

## 출연

### 주연
- 아우구스티노
- 타실라
- 호앙 타인
- 필립 곤잘레스
- 와리우라 브후아이야
- 강가 바스넷
- 브라욘 쁘쿤톳
- 캐서린 앤 코르테자
- 초웁 칸피아루
- 섹 알마문
- 쉬첸밍
- 셰르조드 아크바로브
- 오운 라모우
- 응우옌 반 응우옌

## 기타
- 프로듀서: 조현정
- 동시녹음: 강나루